# Voinești (Vaslui)
Voineşti è un comune della Romania di 3 963 abitanti, ubicato nel distretto di Vaslui, nella regione storica della Moldavia. 
Il comune è formato dall'unione di 11 villaggi: Avrămești, Băncești, Corobănești, Gârdești, Mărășești, Obârșeni, Obârșenii Lingurari, Rugăria, Stâncășeni, Uricari, Voinești.